# Keizersnip
De keizersnip (Gallinago imperialis) is een vogel uit de familie van strandlopers en snippen (Scolopacidae).

## Verspreiding en leefgebied
Deze soort komt voor van Colombia tot oostelijk Peru.

## Status
De grootte van de populatie wordt geschat op 10.000 vogels. Op de Rode lijst van de IUCN heeft deze soort de status gevoelig.